# Força Marítima d'Autodefensa del Japó
La Força Marítima d'Autodefensa (en japonès: 海上自衛隊) (en romaji: Kaijōjieitai) és la branca naval de les Forces d'Autodefensa del Japó, formada amb armament defensiu per la lluita antisubmarina. Els seus principals objectius són el control de les rutes navals i la patrulla de les aigües territorials japoneses.

## Efectius
El 2013 disposava de prop de 45,500 efectius, 18 submarins, 3 portahelicòpters, 3 vaixells d'assalt amfibi, 45 destructors i fragates, 29 minadors i dragamines, 6 patrulleres, 6 vaixells d'entrenament, 5 vaixells d'aprovisionament logístic, 17 vaixells de suport, 188 avions i 167 helicòpters.

## Flota

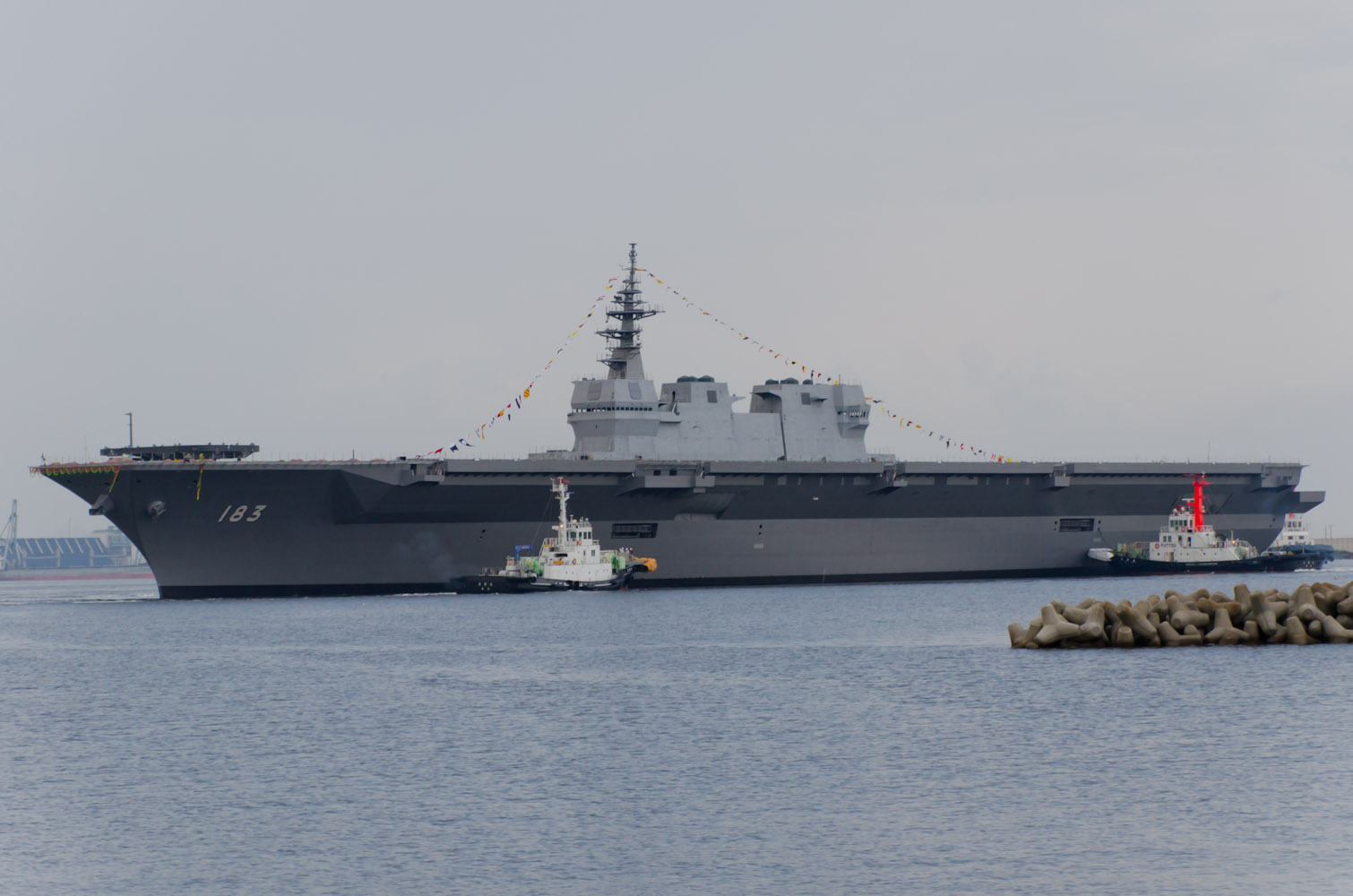

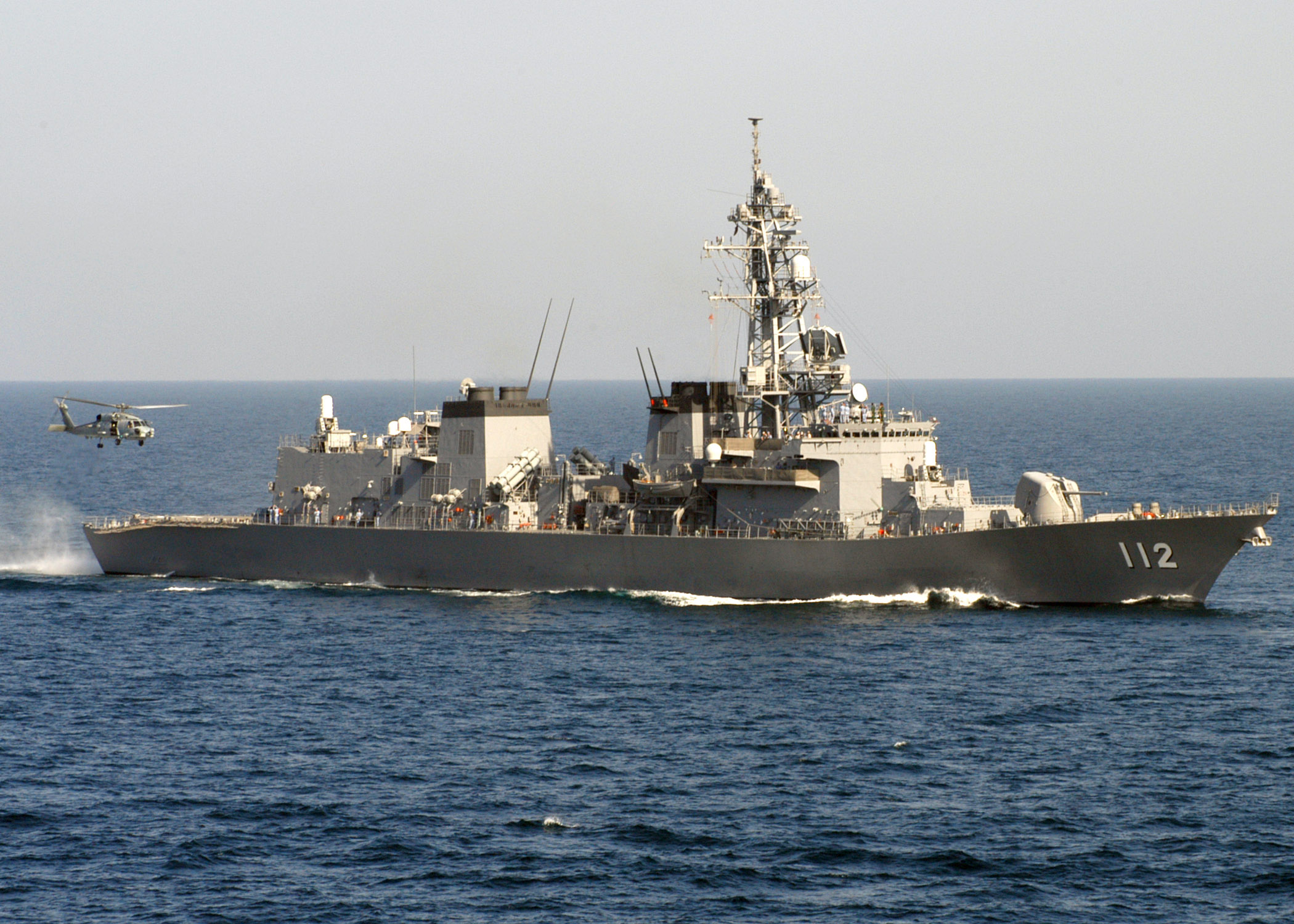

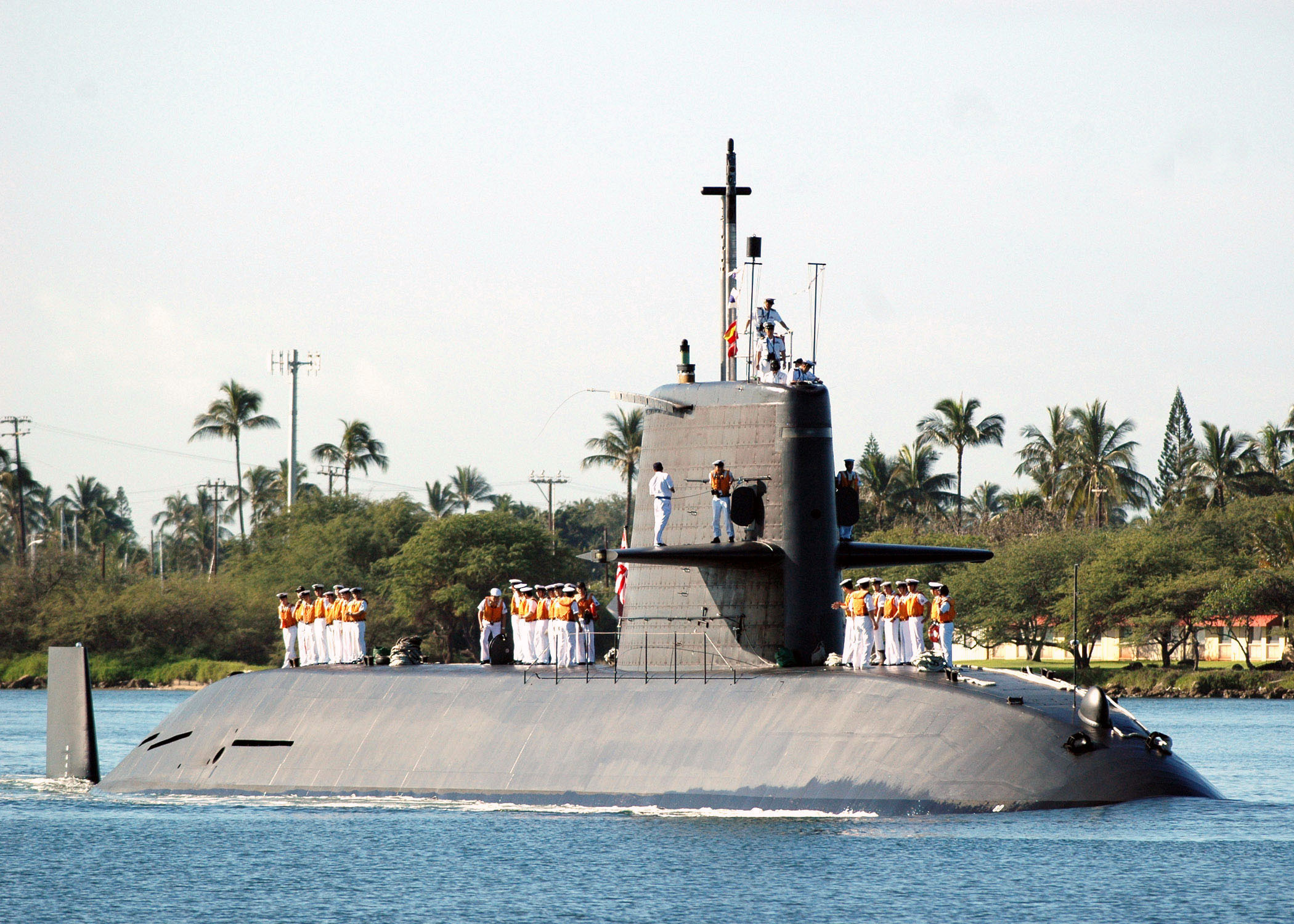

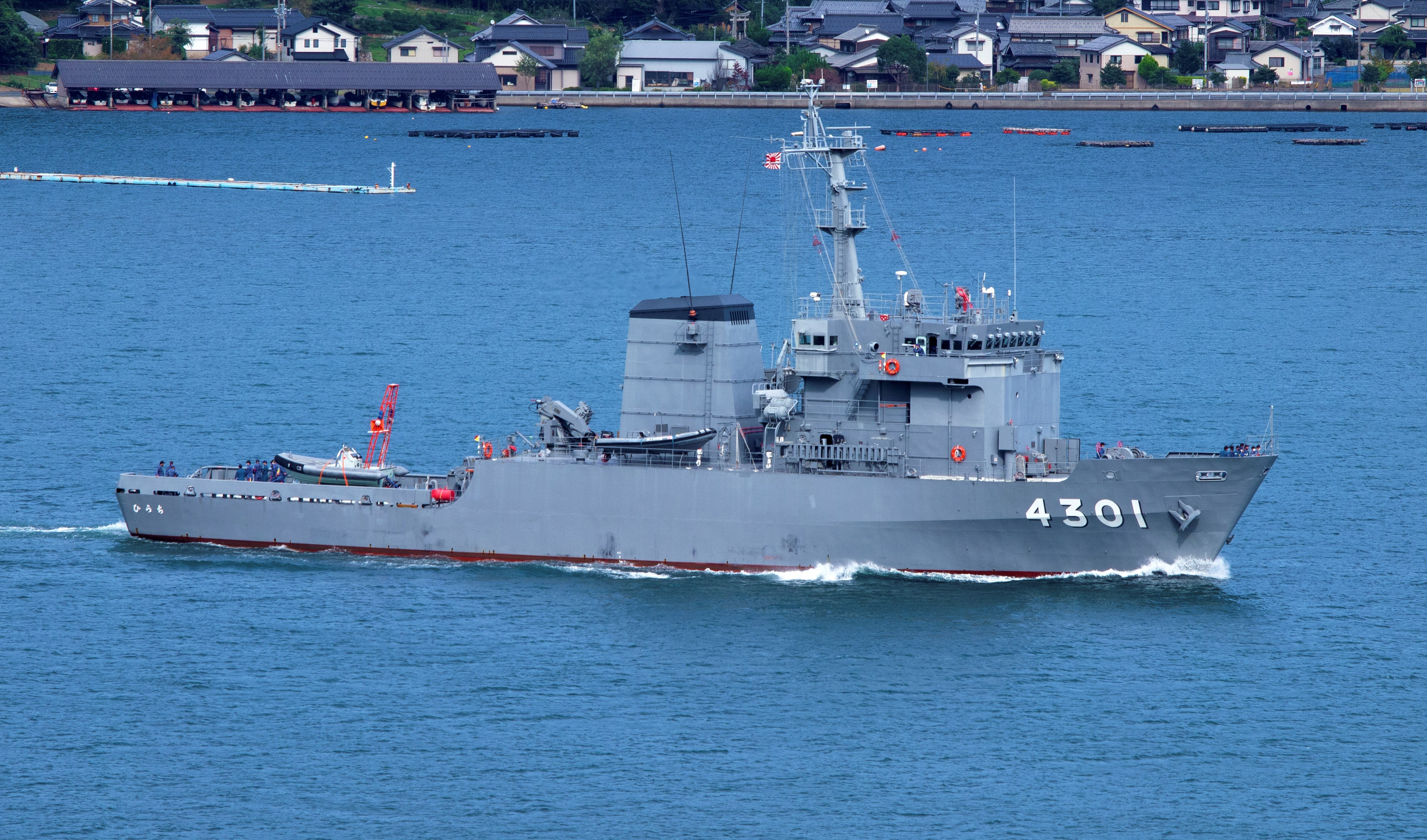

### Destructors portahelicòpters (DDH)
- Clase Hyūga (2 en servei) de 19,000 tones.
- Clase Izumo (1 en servei) de 27,000 tones.

### Destructors llança-míssils (DDG)
- Clase Atago (2 en servei)
- Clase Kongō (4 en servei)
- Clase Hatakaze (2 en servei)

### Destructors (DD)
- Clase Takanami (5 en servei)
- Clase Murasame (9 en servei)
- Clase Asagiri (8 en servei)
- Clase Hatsuyuki (3 en servei)
- Clase Akizuki (4 en servei)
- Clase Shirane (2 en servei)

### Destructors d'escorta (DE)
- Clase Abukuma (6 en servei)

### Submarins (SS)
- Clase Sōryū (5 en servei)
- Clase Oyashio (11 en servei)

### Submarins d'entrenament (TSS)
- Clase Harushio (2 en servei)

### Forces de desembarcament
- Clase Osumi (3 en servei), vaixell d'assalt amfibi.
- Clase Yusotei (2 en servei)
- LCAC (6 en servei)

### Dragamines
- Clase Yaeyama (3 en servei)
- Clase Hirashima (3 en servei)
- Clase Sugashima (12 en servei)
- Clase Uwajima (5 en servei)
- Clase Uraga (2 en servei)
- Clase Enoshima (2 en servei)
- Clase Ieshima (2 en servei)

### Patrulleres
- Clase Hayabusa (6 en servei)

### Trencaglaç
- Clase Shirase (1 en servei)